# Saint-Sylvestre (Alta Savoia)
Saint-Sylvestre è un comune francese di 620 abitanti situato nel dipartimento dell'Alta Savoia nella regione dell'Alvernia-Rodano-Alpi.

## Società

### Evoluzione demografica
Abitanti censiti